# Zellion (computerspel uit 1992)
Zellion is een computerspel voor de Commodore 64 . Het spel werd ontwikkeld door Eike Kiltz en werd uitgebracht door CP Verlag/Game On in 1992. Het computerspel is een denkspel.